# Елешно
Елешно — деревня в Гдовском районе Псковской области России. Входит в состав Первомайской волости Гдовского района.
Расположена на юго-востоке района, в 60 км к юго-востоку от Гдова, в 25 км к юго-востоку от села Ямм и в 15 км к югу от волостного центра, деревни Первомайская.

## Население
Численность населения деревни на 2000 год составляла 1 человек.